# Angélica Muharukua
Angélica Muharukua (Kunene, Namibia; 12 de enero de 1958-Ibidem, 1 de octubre de 2017) fue una política namibia
Fue miembro del partido Organización del Pueblo de África del Sudoeste (SWAPO). Sustituyó a Marlene Mungunda desde 2004 como Ministra de Asuntos de Mujer y Bienestar Infantil, cargo que más tarde recibió la denominación de Ministra de Igualdad de Género y Bienestar Infantil.
Estuvo casada con Kenatjironga Festus Muharukua, quien falleció en un accidente automovilístico en marzo de 2015 y vivía en Ovinjange.